# Aya (nome)
Aya  è un nome proprio di persona giapponese femminile.

## Origine e diffusione
Può essere tratto da diversi kanji che si pronunciano aya, come 彩 ("colore") o 綾 ("progetto"). Kanji analoghi si possono trovare anche in altri nomi quali Ayano, Ayaka e Ayako.

## Onomastico
È un nome adespota, cioè privo di santa patrona; l'onomastico può essere festeggiato il 1º novembre, per la ricorrenza di Ognissanti.

## Persone
- Aya Endō, doppiatrice giapponese

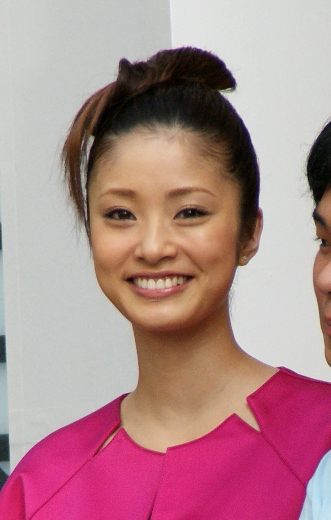
Aya Ueto

- Aya Hirano, cantante e doppiatrice giapponese
- Aya Hisakawa, cantante e doppiatrice giapponese
- Aya Matsuura, cantante, attrice e idol giapponese
- Aya Nakahara, fumettista giapponese
- Aya Ōmasa, attrice e modella giapponese
- Aya Sameshima, calciatrice giapponese
- Aya Shōoto, fumettista giapponese
- Aya Sugimoto, attrice, cantante, modella, ballerina e scrittrice giapponese
- Aya Sumika, attrice statunitense
- Aya Suzaki, doppiatrice e cantante giapponese
- Aya Takano, artista e pittrice giapponese
- Aya Terakawa, nuotatrice giapponese
- Aya Ueto, attrice, cantante e idol giapponese

## Il nome nelle arti
- Aya Brea è un personaggio dei videogiochi della serie Parasite Eve.
- Aya Tsuji è un personaggio del manga e anime Le bizzarre avventure di JoJo.